# (35080) 1990 QH8
(35080) 1990 QH8 es un asteroide perteneciente al cinturón de asteroides descubierto el 16 de agosto de 1990 por Eric Walter Elst desde el Observatorio de La Silla, Chile.

## Designación y nombre
Designado provisionalmente como 1990 QH8.

## Características orbitales
1990 QH8 está situado a una distancia media del Sol de 2,258 ua, pudiendo alejarse hasta 2,819 ua y acercarse hasta 1,696 ua. Su excentricidad es 0,248 y la inclinación orbital 1,602 grados. Emplea 1239,43 días en completar una órbita alrededor del Sol.

## Características físicas
La magnitud absoluta de 1990 QH8 es 15,7. Tiene 4,381 km de diámetro y su albedo se estima en 0,064. 